# Haiti
 Ikke at forveksle med Tahiti.
Haiti [ha'iti] er et land der grænser op til Den Dominikanske Republik og er beliggende på den vestlige tredjedel af øen Hispaniola i det Caribiske Hav, øst for Cuba. Landet er en tidligere fransk koloni og var et af de første amerikanske lande efter USA, som erklærede sin uafhængighed. Hovedstaden er Port-au-Prince. Landet er en af de fattigste nationer på den nordlige halvkugle. Trods indsatser fra f.eks. FN er landet hæmmet af udbredt kriminalitet og politisk vold. Vigtige handelspartnere er USA, Canada og Japan. Vigtige importvarer er madvarer, levende dyr, råvarer og kemikalier. Vigtige eksportvarer er elektrisk udstyr, tekstiler og kaffe.
Haiti var oprindelig en fransk koloni (Saint-Domingue), men efter et slaveoprør ledet af Toussaint L'Ouverture erklærede landet sig uafhængig af Frankrig i 1804. Befolkningen er, til forskel fra sit østlige naboland, hovedsagelig af afrikansk oprindelse.
Selv om Haiti har mange fælles kulturelle træk med sine latinamerikanske naboer, er landet alligevel den eneste overvejende fransktalende nation i Amerika, og det ene af to (sammen med Canada) med fransk som officielt sprog. Kreolsproget haitisk har ligeledes officiel status.
Haiti er et kristent land med 80 % katolikker. 16 % af befolkningen er protestanter. Haitiansk voodoo dyrkes af en betydelig del af befolkningen. Landarealet udgør 27.560 km², provinsernes areal 27.065 km², da de ikke omfatter indsøernes areal. Det bebos af over 11,1 millioner indbyggere (2020). Befolkningstæthed: 402-410 (provinserne) indbyggere per km² landareal. Den karakteristiske Tiburonhalvø udgør 1/3 af arealet. Til sammenligning har Danmark øst for Storebælt 9.622 km² (hvilket år?).

## Etymologi
Navnet Haiti (eller Hayti) var taino-indianernes betegnelse for øen Hispaniola, med betydningen "landet med de høje bjerge"
Den haitianske frihedskæmper Jean-Jacques Dessalines brugte ordet som det officielle navn på det uafhængige Saint-Domingue, som en hyldest til landets oprindelige befolkning. På fransk har Haiti kælenavnet La Perle des Antilles (Antillernes perle), både pga landet skønhed og de store rigdomme, som i 1700-tallet tilflød Frankrig fra Haiti, som på den tid var verdens største producent af sukker og kaffe.

## Historie
Hispaniola som Haiti er en del af, blev opdaget for Spanien af Christoffer Columbus i 1492 og kaldt La Isla Española, forenklet til Hispaniola. De oprindelige indbyggere fik dårligere vilkår, og slaver fra Afrika blev importeret. Den vestlige del af øen blev afstået til Frankrig 1697.
Under Den Franske Revolution var der langvarige uroligheder; de hvide blev udryddet; en sort kejser (J. J. Dessalines) styrede mellem 1804 og 06. Han blev myrdet og den nordlige del af Haiti var en overgang selvstændig, først som republik, siden som kongerige. Hele øen var forenet og fri fra 1820 til 1843, da Den Dominikanske Republik blev selvstændig. I tiden, hvor Østhispaniola var under haitisk styre, foregik en del migration af sorte fra USA til øen, den såkaldte haitiske emigration.
Siden har der hersket kaotiske forhold. Amerikanske marinetropper besatte Haiti fra 1915 til 1934 (under de såkaldte "banankrige"). Fra 1957 til 1971 styrede François Duvalier ("Papa Doc") diktatorisk og brutalt. Magten gik derefter over til hans søn, Jean-Claude ("Baby Doc"), som fortsatte faderens terrorregime i en noget afdæmpet form. Han blev afsat af militæret i 1986.
Efter et nyt diktatorisk styre fra 1988 blev den venstreorienterede præst Jean-Bertrand Aristide i 1990 valgt til præsident med et overvældende flertal. I september 1991 blev han styrtet ved et kup fra hærledelsen med general Raoul Cédras i spidsen. I 1993 indledte USA og en række andre lande blokade af landet, og i sommeren 1993 indførte FN en økonomisk blokade af Haiti for at tvinge militærregeringen til at gå af. Efter forhandlinger med juntaen rykkede amerikanske tropper ind i landet i sommeren 1994 for at administrere overgangen fra et militært til et civilt styre og genindsatte Aristide. Cédras blev tvunget til at forlade landet. Aristide blev afløst som præsident i 1996 af René Préval, men blev igen valgt til præsident i november 2000.
Efter et oprør gik Aristide af i februar 2004 og drog i eksil. I marts samme år dannede Gérard Latortue en ny regering.

### Jordskælv 2010
Den 12. januar 2010 blev Haiti ramt af et jordskælv der målte 7,0 på Richterskalaen. Desuden har mange efterskælv ramt området, bl.a. et den 16. januar som målte 4,5 Richter. Epicentret lå 15 km fra Haitis hovedstad, Port-au-Prince. Mange bygninger kollapsede, og ifølge en FN statusrapport skønnes antal tabte menneskeliv til 222.517  menes omkomne som følge af sammenstyrtede bygninger og manglende hjælp.
Jordskælvet forårsagede store skader i Port-au-Prince, Jacmel og andre beboede områder i regionen. Mange vartegn og bygninger blev væsentligt beskadiget eller ødelagt, heriblandt præsidentpaladset, nationalforsamlingens bygning, Port-au-Prince-katedralen og en del af de største fængsler, og desuden var dele af kontroltårnet på Toussaint L'Ouverture internationale lufthavn og Port-au-Princes havneby beskadiget. Hovedvejen, der forbinder Port-au-Prince med byen Jacmel, var blokeret i ti dage efter jordskælvet. Blandt de dræbte var ærkebiskop i Port-au-Prince Joseph Serge Miot og oppositionslederen Michel Gaillard. Hovedsædet i FN's stabiliseringsmission i Haiti (MINUSTAH), placeret i hovedstaden, kollapsede og dræbte mange, herunder missionens chef, Hédi Annabi.

## Geografi
Haiti er med et areal på 27.750 km² verdens 147. største land, på størrelse med Rwanda og Burundi. Haitis naboer er Turks- og Caicosøerne, Den Dominikanske Republik, Jamaica, Cuba og Bahamas.
Havet, der omgiver Haiti, er mod nord Atlanterhavet, mod nordvest Windward Passage (med Cuba på den anden side), mod vest Jamaica-kanalen (med Navassa mellem Haiti og Jamaica), og mod syd det Caribiske Hav.
Det højeste bjerg er det 2.680 m høje Morne de la Selle som ligger i den sydøstlige del af landet i Sierra de Bahoruco, nær grænsen til den endnu bjergrigere Dominikanske Republik, der deler 388 km landegrænse med Haiti. Bjergene i den centrale del af landet når en højde af 1500–1800 meter over havoverfladen, i den sydlige del af Tiburonhalvøen er de højeste bjerge omkring 2.400 m. Lavland ligger ved nordkysten og ved udmundingen af floden Artibonite. Foruden den vestlige del af Hispaniola omfatter Haiti også øerne Tortuga og Île de la Gonâve. Haiti er inddelt i tre regioner, den nordlige, den centrale og den sydlige region.
Haiti har et generelt varmt og fugtigt tropeklima. Nordvinde bringer tåge og fra november til januar, er der den tørre sæson. Fra februar til maj er en meget fugtig periode. Haiti ligger i et orkanområde. I september 2004 krævede orkanen Jeanne i området omkring byen Gonaïves ca. 3000 dødsofre. I august og september 2008 hærgede fire orkaner Haiti, ligeledes med store ødelæggelser og med omkring 800 dødsofre.
Geologisk ligger Haiti ved grænsen mellem den Caribiske Plade og den Nordamerikanske Plade.
Siden 1492 er omkring 50 % frugtbar jord mistet på grund af jorderosion forsvundet. I 1990 var ca. 98 % af regnskovene forsvundet. En landreform i begyndelsen af det 19. århundrede gjorde at hver bondefamilie fik hver 15 ha frugtbar jord. Efterkommerne delte jordlodderne op i endnu mindre dele og i 1971 havde en gård kun 1,5 ha jord. For at overleve måtte jorden udnyttes intensivt. Det resulterede i en stærk erosion og i løbet af få år blev store landområder ufrugtbare. På den endnu frugtbare jord som var tilbage, blev der anlagt mango-plantager og en stor del af den fattige landbefolkning blev tvunget til at bosætte sig i de store byer som f.eks Port-au-Prince.
Øen Navassa, der ligger mellem Haiti og Jamaica, er genstand for en disput mellem USA og Haiti, der begge gør krav på øen. Haiti hævder at Navassa blev haitisk efter en traktat mellem Frankrig og Spanien 1697, hvor Frankrig fik den vestlige del af Hispaniola, plus nærliggende øer, inklusive Navassa. Modsat hævder USA at have ret til øen efter Guano Islands Act fra 1856.

### Transport
Der er ingen jernbaner eller sporvogne i Haiti. I 1900-tallets første halvdel var der en jernbane fra Port-au-Prince til Cap Haïtien og to mindre lokalbaner til landets indre, i alt 103 km bane (pr. 1911).

#### Hestesporvogne
I 1876 oprettede en gruppe New York City-investorer Compagnie des Chemins de Fer de Port-au-Prince (CCFPP). I 1877 bestilte selskabet seks åbne hestesporvogne hos J. G. Brill and Company i Philadelphia, og i 1878 begyndte driften på en linje mellem Croix des Bossales og Champ de Mars. Til at begynde med gik det fint, men i 1880 fik selskabet konkurrence fra busser. CCFPP gik konkurs i 1885 og sidste sporvogn kørte i 1888.

## Politik
Haitis forfatning stammer fra 1987, og den lovgivende magt ligger hos et tokammersystem, deputeretkammeret med 83 medlemmer og senatet med 27, der alle vælges ved direkte valg i en periode på på 5 år for først nævnte og 6 år for sidstnævnte. Præsidenten er den udøvende magt, der også vælges ved direkte valg og udpeger en premierminister med hvem, han udpeger regeringen. Premierministeren leder regeringen. Han kan regere i to perioder á 5 år. Den dømmende magt ligger hos domstolene. Personer over 18 år har stemmeret. 
Haiti er bl.a. medlem af FN, OAS, WTO og CARICOM. I 2008 placerede Transparency International Haiti som det 4. mest korrupte land i verden. Freedom House rangerer Haiti som "delvis fri" med hensyn til politiske rettigheder og civil frihed.
Landets politik er præget af uro og der har gennem årene været flere kup, hvor regering og/eller præsident er blevet afsat. Landet var i perioden 1957-71 ledet af præsident François Duvalier ("Papa Doc"), der ledede landet med et autoritært og despotisk regime, der blev videreført af sønnen Jean-Claude Duvalier (Baby Doc") fra 1971-86, hvor et folkeligt oprør bragte en ende på diktaturet. Perioden efter afsættelsen af Duvalier-dynastiet har imidlertid fortsat været præget af ustabilitet. Landets præsident Jovenel Moise blev den 6.-7. juli 2021 dræbt af ukendte gerningsmænd.

## Økonomi
Efter de fleste økonomiske mål er Haiti det fattigste land i Amerika. Det havde et bruttonationalprodukt på 7 018 milliarder USD i 2009, med BNP per indbygger på 790 USD – omkring $2 per person per dag.
Det er et fattigt land – et af de fattigste og mindst udviklede i verden. Sammenlignede sociale og økonomiske mål viser at Haiti har langt under andre lavindkomst- og udviklingslande (særligt på den Vestlige Halvkugle) siden 1980'erne. Haiti er på 149. plads ud af 182 lande på HDI-listen til SN (2009). Omkring 80 % af befolkningen i landet lever under fattigdomsgrænsen, og 54 % i ekstrem fattigdom. Den økonomiske vækst har været negativ eller en smule positiv de sidste år. Fattigdom har tvunget mindst 225 000 børn i byerne i Haiti til slavearbejde som ubetalte hushjælpere.
Omkring 66 % af haitianerne arbejder i landbrugssektoren, som hovedsagelig omfatter små selvforsynende brug, men dette udgør mere end 30 % af BNP. Landet har oplevet et lille fald i arbejdspladser det sidste årti, selv om den uformelle økonomi er i vækst. Mango og kaffe er to af de vigtigste eksportvarer i Haiti..
Bistand fra udlandet udgør 30–40 % af regeringens budget i Haiti. Den største partner er USA, efterfulgt af Canada og EU. I tillæg bidrog Venezuela og Cuba til den haitiske økonomi.
Den amerikanske bistand til den haitiske regering stoppede helt i 2001–2004, efter det omstridte valgresultat i 2000, hvor præsident Jean-Bertrand Aristide blev beskyldt for valgfusk. Efter at Aristide forlod landet i 2004, fik Haiti igen penge fra USA, og den brasilianske hær ledede fredsstyrken MINUSTAH i landet.
Haiti skulle få eftergivet omkring 525 millioner amerikanske dollar af sin udlandsgæld gennem Heavily Indebted Poor Countries (HIPC) i løbet af sommeren 2009 – de fik eftergivet hele 1,2 milliarder dollar.

### Turisme
Den overvejende del af landets turistindtægter stammer fra krydstogtsskibe, der lægger til ved havnen Labadee, der sammen med nærliggende strande er forpagtet af rederiet Royal Caribbean Cruises. Rederiet betaler den haitiske stat 6$ per turist. Turistområdet er strengt adskilt fra resten af landet.

## Administrativ inddeling

### Provinser
Haiti er delt ind i ti provinser, såkaldte departementer:
1. Artibonite har ca. 1,07 mio. indbyggere på et areal på 4.984 km². Hovedby er Gonaïves med ca. 105.000 indbyggere.
2. Centre i den østlige del har grænse til den Dominikanske Republik og har 564.200 indbyggere på et areal af 3.675 km². Hovedby er Hinche med 18.577 indbyggere.
3. Grand'Anse på den sydvestlige del på Tiburonhalvøen, grænser mod vest til det Caribiske Hav og har 337.516 indbyggere på et areal af 3.310 km². Hovedby er Jérémie
4. Nippes ligger på den nordlige del af Tiburonhalvøen. Hovedbyen er Miragoâne med 89.202 indbyggere.
5. Nord ligger på Hispaniolas nordlige kyst, har 872.200 indbyggere og et areal på 2.106 km². Hovedbyen er Cap-Haïtien med ca. 111.000 indbyggere.
6. Nord-Est har 283.800 indbyggere på et areal af 1.805 km². Hovedby er Fort-Liberté med ca. 31.000 indbyggere
7. Nord-Ouest har 488.500 indbyggere på et areal af 2.176 km². Hovedby er Port-de-Paix med ca. 121.000 indbyggere.
8. Ouest har 2.943.200 indbyggere på et areal af 4.827 km². Til Ouest hører også øen Île de la Gonâve og Haitis hovedstad Port-au-Prince
9. Sud-Est har 518.200 indbyggere og et areal på 2.023 km². Hovedby er Jacmel med 35.000 indbyggere.
10. Sud har 745.000 indbyggere og et areal på 2.794 km². Hovedby er Les Cayes med 45.000 indbyggere.

### Byer
Port-au-Prince er hovedstaden og den største by i Haiti. Byen ligger ved vestkysten af landet, inderst i en vig af Gonâvebugten. Byen er centrum for administration, økonomi og udenrigshandel. Landet har fem byer med over 100.000 indbyggere, og størstedelen af befolkningen i landet bor i byerne.

## Befolkning
Haiti har ikke gennemført folketælling siden 1982, og da havde landet 5 millioner indbyggere. I Haiti registreres der kun en lille del af fødsler og dødsfald. Derfor kan tallene være usikre. Den forventede levealder var i 2006 50 år. Spædbørnsdødeligheden var 1997 9,2 %, 2009 20,2 år og børnedødeligheden 13,2 %. Den gennemsnitlige årlige befolkningsvækst var 2010 2,1 %. 2009 var fertilitetstallene 4 børn pr kvinde. 
Den haitianske befolkning deler sig i 95 % sorte, 4,9 % mulatter og 0,1 % hvide. Andre tal angiver 60–80 % sorte, 15–35 % mulatter og ca. 5 % hvide. Størstedelen af befolkningen er katolikker med 80 % og herefter er 16 % protestanter. 3% har en anden religion, men den sidste 1% ingen religion har. 33 % lever i byerne. De største byer var i 2008: Port-au-Prince 1.368.075 indb., Carrefour 503.954 indb., Delmas 445.236 indb., Cap-Haïtien 145.709 indb. og Pétionville 122.677 indb. Området Port-au-Prince er vurderet til i 2008 at rumme ca. 2.411.000 mennesker.
Dyb fattigdom kombineret med sammenbrud i økonomien og i den sociale sektor har ført til en stor illegal udvandring til USA. 95 procent af befolkningen er efterkommere af afrikanske slaver. Resten er for det meste mulatter som gennem det meste af landets historie har været den styrende samfundsklasse.

### Sundhed
Ca. halvdelen af dem som dør, omkommer af infektioner og parasitsygdomme. Kun 40% af befolkningen har adgang til grundlæggende sundhedshjælp. Dødeligheden hos 0-4 årige børn er størst med 73,8 døde pr. 1000 børn. 4,5 % af befolkningen er ramt af HIV/AIDS. Tuberkulose-tilfælde (TB) i Haiti er mere end 10 gange så høj som i andre Latinamerika lande. Omkring 30.000 personer lider hvert år af malaria.

### Sprog
Et af Haitis to officielle sprog er fransk, som der både bliver skrevet og, talt i landets skoler, sproget er et administrativt godkendt sprog, det tales af de fleste uddannede haitianere og det bruges tit i erhvervslivet. Det mest velkendte sprog er kreolsproget haitisk, i modsætning til fransk tales sproget af næsten hele befolkningen i Haiti. 
Spansk tales også af en del af befolkningen, dog er det ikke et officielt sprog.

## Kultur
Haiti har en lang historie, og derfor er der fortsat en meget rig kultur. Den haitianske kultur er en blanding af primært franske og afrikanske elementer, og det indfødte Taino, og nogle mindre indflydelser fra det spanske kolonistyre. Landets skikke er en blanding af kulturelle overbevisninger, der stammer fra forskellige etniske grupper, der beboede øen Hispaniola. Haiti er verdensberømt for sin særprægede kunst, især maleri og skulptur.
Maden består af bl.a. kartofler, ris, kaffe og brød. Ris og bønner anses for at være nationalretten. Haitianere spiser normalt to gange om dagen: et lille morgenmåltid og et stort eftermiddagsmåltid med kulhydratsrig mad som ris, maniok og søde kartofler.
Musik i Haiti er hovedsageligt kompa, som er vibrerende, ligner cubansk musik og minder om jazz. Til genren bruges guitar, afrikanske trommer og saxofoner. Andre musikgenrer, der også er populære er Rasin, Kadans, Salsa, Trinidadian Soca, Zouk, der er en kombination af musik fra De Franske Antiller og kompa. 
Rara Blandt kendte musikere fra Haiti er T-Vice og Wyclef Jean fra det verdenskendte The Fugees.
Den mest populære sport i Haiti er fodbold. Gambling og sport er blandet sammen i det haitianske liv. Domino og kortspil er populært og det samme gælder hanekamp.
Graham Greenes roman "The Comedians" foregår i Haiti. Den blev filmatiseret i 1967.